# 姥川
姥川（うばがわ）は、神奈川県相模原市を流れる相模川水系の準用河川。

## 地理
神奈川県相模原市緑区下九沢から中央区上溝にかけてのハケと呼ばれる段丘崖の湧水に源を発し南東に流れる。上溝駅や原当麻駅付近の商店街の中を蛇行しながら流れ、相模原市南区下溝（相模原市立麻溝小学校付近）で相模川の支流である鳩川に合流する。
水源地付近は日金沢と呼ばれており、「照る手姫伝説」にまつわる遺跡も多い。源流付近は指定緑地として、公園としての整備が進みつつある。
相模原台地の上段の淵沿いを流れる為、ハケからの湧水が常に本流に流れ込んでいるので、比較的水質は良く川幅は規模のわりには広い。

## 橋梁
- 相模原市中央区
  - 日金沢橋（神奈川県道503号相模原立川線）
  - 姥川橋（神奈川県道57号相模原大蔵町線）
  - JR相模線姥川橋梁
- 相模原市南区
  - 枡田橋（神奈川県道52号相模原町田線）

座標: 北緯35度31分32秒 東経139度22分41.8秒 / 北緯35.52556度 東経139.378278度